# Frank Pastor
Frank Pastor (ur. 7 grudnia 1957 w Halle) – niemiecki piłkarz występujący na pozycji napastnika, reprezentant NRD.

## Życiorys
Jest wychowankiem Chemie Halle. W 1975 roku został włączony do drużyny rezerw, a rok później zadebiutował w zespole seniorów. W okresie gry w Chemie Halle zadebiutował w reprezentacji NRD, co miało miejsce 24 sierpnia 1983 roku w towarzyskim meczu z Rumunią. W 1984 roku Pastor został zawodnikiem BFC Dynamo. W jego barwach czterokrotnie zostawał mistrzem NRD w latach 1985–1988, a w sezonie 1986/1987 z 17 golami został królem strzelców ligi. W trakcie sezonu 1988/1989 został relegowany do rezerw Dynama, a rok później został zawodnikiem drugoligowego BSG Aktivist Schwarze Pumpe. Po zjednoczeniu Niemiec występował w malezyjskim Terengganu FA i austriackim Wiener SC, a w 1992 roku wrócił do Hallescher FC. Następnie grał także w Herthcie Zehlendorf i Germanii Schöneiche. W 1996 roku zakończył karierę.

## Statystyki ligowe
| Sezon         | Klub                    | Liga                     | Mecze | Gole |
| ------------- | ----------------------- | ------------------------ | ----- | ---- |
| 1975/1976     | Hallescher FC Chemie II | DDR-Liga                 | 1     | 0    |
| 1976/1977     | Hallescher FC Chemie    | DDR-Oberliga             | 10    | 3    |
| 1977/1978     | Hallescher FC Chemie    | DDR-Oberliga             | 4     | 0    |
| 1978/1979     | Hallescher FC Chemie    | DDR-Oberliga             | 22    | 7    |
| 1979/1980     | Hallescher FC Chemie    | DDR-Oberliga             | 25    | 7    |
| 1980/1981     | Hallescher FC Chemie    | DDR-Oberliga             | 24    | 7    |
| 1981/1982     | Hallescher FC Chemie    | DDR-Oberliga             | 24    | 4    |
| 1982/1983     | Hallescher FC Chemie    | DDR-Oberliga             | 25    | 12   |
| 1983/1984     | Hallescher FC Chemie    | DDR-Oberliga             | 23    | 9    |
| 1984/1985     | BFC Dynamo              | DDR-Oberliga             | 26    | 22   |
| 1985/1986     | BFC Dynamo              | DDR-Oberliga             | 24    | 11   |
| 1986/1987     | BFC Dynamo              | DDR-Oberliga             | 26    | 17   |
| 1987/1988     | BFC Dynamo              | DDR-Oberliga             | 23    | 6    |
| 1988/1989     | BFC Dynamo              | DDR-Oberliga             | 15    | 6    |
| 1989/1990 (j) | BFC Dynamo              | DDR-Oberliga             | 0     | 0    |
| 1989/1990 (w) | Aktivist Schwarze Pumpe | DDR-Liga                 | 16    | 5    |
| 1990 (j)      | Terengganu FA           | Liga Semi-Pro Divisyen 2 | ?     | ?    |
| 1991 (w)      | Terengganu FA           | Liga Semi-Pro Divisyen 1 | ?     | ?    |
| 1991/1992 (w) | Wiener SC               | 2. Division              | 8     | 2    |
| 1992/1993     | Hallescher FC           | Oberliga                 | 23    | 19   |
| 1993/1994     | Hallescher FC           | Oberliga                 | 14    | 11   |
| 1994/1995     | Hertha 03 Zehlendorf    | Regionalliga             | 29    | 7    |
| 1995/1996     | Germania Schöneiche     | Bezirksliga              | ?     | ?    |